# Parc naturel

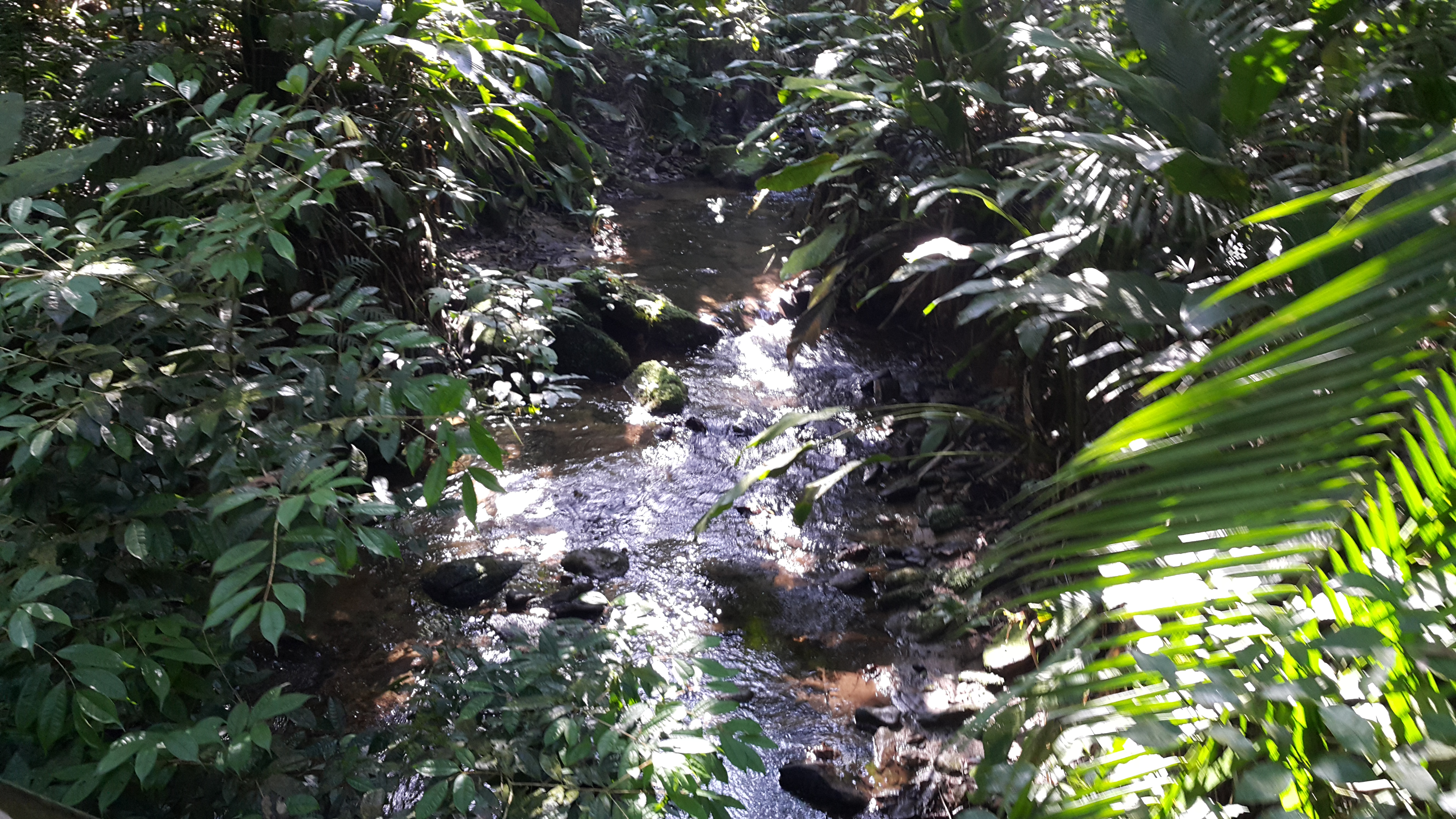
Ruisseau à proximité du sentier Caixa D´Água, dans le parc naturel municipal de Trabiju, dans le nord de la municipalité de Pindamonhangaba, São Paulo, Brésil.

Un parc naturel est un territoire dont l'aménagement est prévu à long terme, notamment l'utilisation des sols et les changements dans leur affectation, via la régulation de l'emprise de l'agriculture, des activités industrielles, de l'artificialisation des sols due notamment à l'étalement urbain, etc. Les milieux naturels (faune, flore, etc.) y sont généralement pour partie protégés, par la législation (dépendant de chaque pays), des activités humaines pouvant leur nuire. Un parc naturel peut également avoir une vocation touristique.
L'appellation informelle « parc naturel » se distingue du terme « parc national » qui désigne un type d'aire protégée à la définition précise, élaborée par la Commission mondiale des aires protégées de l'Union internationale pour la conservation de la nature (UICN). Le parc naturel diffère également des réserves naturelles, plus strictement protégées.

## Législations nationales

### Europe

#### Allemagne
En 2016, l'Allemagne compte 104 parcs naturels (Naturparks).

#### Autriche
L'Autriche possède 48 parcs naturels, d'une superficie totale de 500 000 hectares, gérés par la Verband der Naturparke Österreichs (VNÖ).

#### Bulgarie
- Aires protégées de Bulgarie
- Association des Parcs naturels en Bulgarie
- National park Pirin, National park Rila, National park Tsentralen Balkan, Nature park Belasitza, Nature park Balgarka, Nature park Vitosha, Nature park Vrachanski balkan, Nature park Zlatni pjasatsi, Nature park Persina, Nature park Rilski manastir, Nature park Russenski lom, Nature park Sinite kamani, Nature park Stranja, Nature park Shumensko plato

#### France
En France, les parcs naturels portent le nom de Parc naturel régional de France (PNR) – ils se distinguent notamment des Parcs nationaux de France et des Réserves naturelles de France – et sont au nombre de 51 courant 2015. Existent également des Parcs naturels marins. Il existe aussi des parcs naturels urbains, comme par exemple à Strasbourg.

#### Lettonie
La Lettonie compte 42 parcs naturels. Ils se distinguent notamment des Parcs nationaux et des réserves naturelles.

#### Pologne
La Pologne compte 122 parcs naturels en 2015, représentant une surface de 25 000 km2.